# Combinata alpina
La combinata alpina è una specialità dello sci alpino formata da una prova veloce e da una prova tecnica; gli atleti devono partecipare a entrambe le prove e la classifica finale viene stilata attraverso la combinazione dei tempi delle singole gare, sommati direttamente oppure convertiti in punteggi. Nel corso della storia dello sci la combinata ha assunto formule di gara e denominazioni differenti: "combinata classica" o semplicemente "combinata" (sigla: K oppure KB), "supercombinata" (sigla: SC) o "combinata alpina" (sigla: AC). 

## Regolamento
La combinata classica è formata da due prove, generalmente una di discesa libera e una di slalom speciale (a sua volta in due manche); possono essere disputate anche combinate triple o quadruple, aggiungendo altre prove (supergigante, slalom gigante), e più raramente combinate formate da prove diverse da discesa libera e slalom speciale: per esempio, nella Coppa del Mondo 1982 la combinata del 19-24 gennaio fu composta da una discesa libera e da uno slalom gigante.
Fino ai primi anni 1990 i tempi ottenuti nelle due (o più) prove erano convertiti in punti, che crescevano con il crescere del distacco dal primo classificato, e quindi sommati: vinceva la gara di combinata lo sciatore con il punteggio totale più basso. Successivamente (in sede olimpica, dai XVII Giochi olimpici invernali di Lillehammer 1994), la conversione in punti è stata sostituita dalla somma dei tempi. La supercombinata, introdotta nei primi anni 2000, prevede due singole prove: una manche di discesa libera o, più spesso, di supergigante e una di slalom speciale, con somma dei tempi; dai primi anni 2020 la supercombinata, mantenendo le stesse regole, è stata ridenominata combinata alpina. Possono essere disputate anche combinate a squadre, nelle quali le due manche sono disputate da due atleti differenti.

## Storia
La combinata fu uno dei primi formati di gara dello sci alpino a essere introdotto, assieme alla discesa libera e allo slalom speciale che la componevano: fece parte del programma del primo trofeo Arlberg-Kandahar (Sankt Anton am Arlberg 1928) e della prima edizione dei Campionati mondiali (Mürren 1931, dove tuttavia non assegnò medaglie iridate) e fu l'unica competizione di sci alpino ai IV Giochi olimpici invernali di Garmisch-Partenkirchen 1936, quando la disciplina fu inserita per la prima volta nel programma olimpico.
La combinata fece parte del programma di numerose classiche dello sci alpino (Arlberg-Kandahar, 3-Tre, Coupe Émile Allais, Hahnenkamm, Lauberhorn, SDS-Rennen, Grand Prix Feminine, Coppa Foemina, ecc.) anche dopo l'introduzione della Coppa del Mondo nel 1967, sebbene nelle prime stagioni il nuovo circuito non abbia assegnato punti alle gare di questa specialità, che pure venivano disputate contestualmente a quelle di discesa libera e slalom speciale inserite nel calendario della Coppa. Le combinate furono inserite nel circuito a partire dalla Coppa del Mondo 1975 (ma non furono presenti nel 1978); il maggior numero di combinate in una singola stagione furono quelle disputate nel 1985-1986, quando si corsero 7 gare maschili e 5 femminili. Nel 2004-2005 la combinata classica, che da metà degli anni 1990 era stata portata a una o due gare stagionali, fu affiancata dalla supercombinata; il maggior numero di supercombinate in una singola stagione furono quelle disputate nel 2006-2007 e nel 2007-2008, quando si corsero 4 gare maschili e 3 femminili. La stagione 2012-2013 è stata l'ultima a contemplare almeno una combinata classica; nella stagione 2014-2015 la supercombinata fu ridenominata combinata alpina e la stagione 2019-2020 è stata l'ultima a includere combinate. La Coppa del Mondo di combinata fu assegnata dal 2006-2007 al 2019-2020, senza continuità: non fu assegnata nel 2013, nel 2014 e nel 2015 e nel 2019 fu assegnata solo quella maschile.
In sede iridata la combinata assegnò medaglie dalla seconda edizione dei Mondiali, Cortina d'Ampezzo 1932; in sede olimpica, dalla prima edizione in cui fu presente lo sci alpino, Garmisch-Partenkirchen 1936. Le gare dei V Giochi olimpici invernali di Sankt Moritz 1948 furono valide anche ai fini iridati in tutte le specialità, combinata inclusa, mentre i successivi Mondiali di Aspen 1950 non assegnarono il titolo di combinata, così come i VI Giochi olimpici invernali di Oslo 1952 (validi anche ai fini iridati). La specialità tornò a far parte del programma dei Mondiali da Åre 1954 e vi rimase ininterrottamente fino a quelli di Courchevel/Méribel 2023 (con la formula della supercombinata/combinata alpina da Åre 2007); i Giochi olimpici invernali furono validi anche come Campionati mondiali da Cortina d'Ampezzo 1956 a Lake Placid 1980, ma in quei casi la combinata assegnò solo il titolo iridato e non quello olimpico. La combinata tornò a far parte del programma olimpico da Calgary 1988 a Pechino 2022; i Mondiali di Saalbach-Hinterglemm 2025 prevedono due prove di combinata a squadre, una maschile e una femminile, e i XXV Giochi olimpici invernali di Milano Cortina 2026 una combinata a squadre mista.

## Statistiche
In campo maschile gli sciatori più titolati nella storia della combinata sono il norvegese Kjetil André Aamodt, con 2 medaglie olimpiche (1 oro e 1 argento) e 5 mondiali (3 ori, 1 argento, 1 bronzo), e l'austro-lussemburghese Marc Girardelli, con 4 medaglie mondiali (3 ori e 1 bronzo); in Coppa del Mondo il primato del maggior numero di vittorie della Coppa del Mondo di combinata appartiene al francese Alexis Pinturault (4, oltre a 2 vittorie nella classifica di specialità in stagioni che non assegnavano un trofeo) e quello del maggior numero di gare vinte appartiene a pari merito allo statunitense Phil Mahre, allo svizzero Pirmin Zurbriggen e a Girardelli (11).

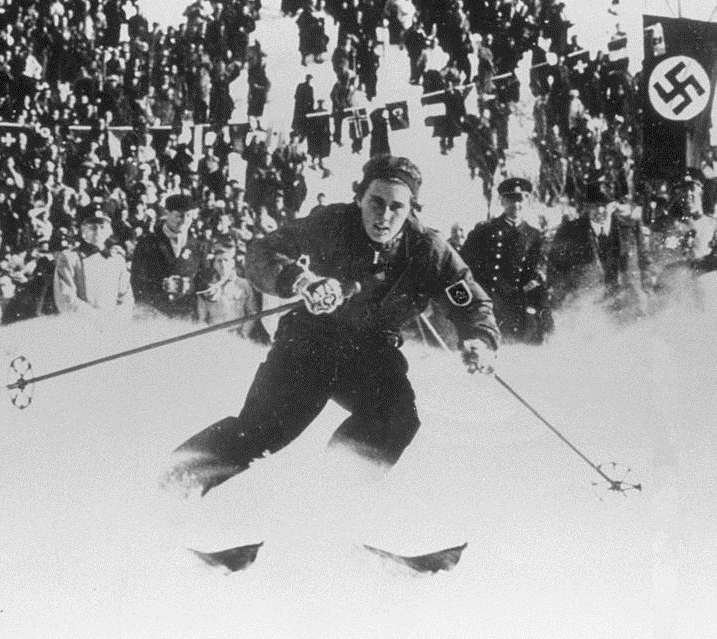
Christl Cranz durante la gara di combinata dei IV Giochi olimpici invernali di (7-8 febbraio), nella quale vinse la prima medaglia d'oro olimpica della storia dello sci alpino

In campo femminile le sciatrici più titolate nella storia della combinata sono la tedesca Christl Cranz, con 1 oro olimpico e 5 mondiali, la croata Janica Kostelić, con 2 ori olimpici e 2 mondiali, e la tedesca Maria Riesch, con 2 ori olimpici e 1 mondiale; in Coppa del Mondo il primato del maggior numero di vittorie della Coppa del Mondo di combinata appartiene alla statunitense Lindsey Vonn (3) e quello del maggior numero di gare vinte appartiene alla liechtensteinese Hanni Wenzel (8).